# Inter-Allied Women's Conference

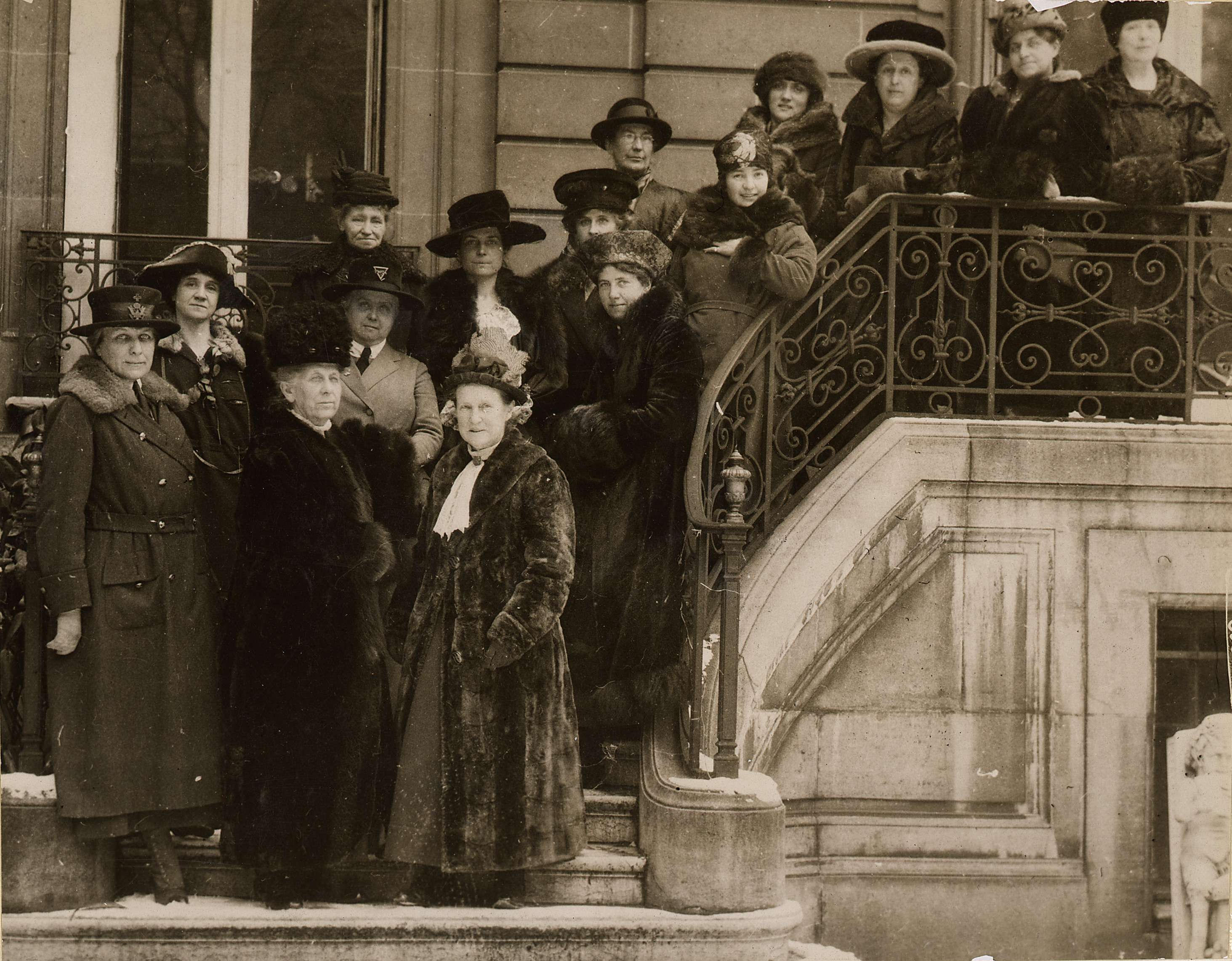
Deltagare i Inter-Allied Women's Conference i februari 1919: Första raden, från vänster till höger: Florence Jaffray Harriman (USA); Marguerite de Witt-Schlumberger (Frankrike); Marguerite Pichon-Landry (Frankrike). Andra raden: Juliet Barrett Rublee (USA); Katharine Bement Davis (USA), Cécile Brunschvicg (Frankrike). Tredje raden: Millicent Garrett Fawcett (Storbritannien); Ray Strachey (Storbritannien); Rosamond Smith (Storbritannien). Fjärde raden: Jane Brigode (Belgien); Marie Parent (Belgien). Femte raden: Nina Boyle (Sydafrika); Louise van den Plas (Belgien). Sjätte raden: Graziella Sonnino Carpi (Italien); Eva Mitzhouma (Polen)

Inter-Allied Women's Conference, även känd som Suffragist Conference of the Allied Countries and the United States, var en internationell konferens som ägde rum i Paris mellan 10 februari och 10 april 1919. 
Den ägde rum parallellt med Fredskonferensen i Paris (1919), sedan den internationella rösträttsrörelsen flera gånger förvägrats rätten att närvara i fredsförhandlingarna efter första världskriget. Konferensen samlade representanter från rösträttsföreningar från olika länder. 
De lämnade in en presentation till Internationella arbetsorganisationen. Den 10 april tilläts de till slut lämna in en resolution till NFs kommission. De arbetade fram en resolution mot trafficking av kvinnor och barn, rätten till rösträtten och rätten till utbildning. 
Detta var första gången kvinnor tilläts verka officiellt med en internationell fredsmyndighet. 
De fick igenom sina krav att kvinnor skulle få anställas vid NF; och deras krav om yrkesrättigheter och åtgärder mot trafficking. 
Det spelade en pionjärroll i kvinnors deltagande i officiella internationella politiska myndigheter.